# Christoph (Werle)
Christoph, Fürst zu Wenden (* nach 1341 und vor 1383 oder 1385; † 25. August 1425) war von 1385/95 bis 1425 Herr zu Werle-Goldberg und Waren.
Er war der Sohn von Johann VI. von Werle und Agnes, der Tochter des Nikolaus IV. von Werle-Goldberg.
Nach dem Tod des Vaters regierte erst sein Bruder Nikolaus V. allein die Herrschaft. Ab dem 1401 regierte Christoph zusammen mit Bruder gemeinschaftlich und nach dessen Tod 1408 alleine über die Herrschaft. Seit dem 4. Mai 1418 nannte er sich "Fürst zu Wenden" auf Grund der Chroniken des Havelberger Bischofs Otto I. von Rohr, in welchen er Zeugnis seiner königlichen Abstammung erlangte. Er fiel wahrscheinlich am 25. August bei einem Gefecht bei Pritzwalk im Kampf mit brandenburgischen Truppen.
Er war vermutlich unverheiratet und kinderlos. Nach seinem Tod starb die Linie Goldberg aus und sein Vetter Wilhelm erbte die Teilherrschaft.